# Graptomyza nigra
Graptomyza nigra är en tvåvingeart som beskrevs av Mario Bezzi 1915. Graptomyza nigra ingår i släktet Graptomyza och familjen blomflugor.
Artens utbredningsområde är Uganda. Inga underarter finns listade i Catalogue of Life.